# Olga Tsuberbiller
Olga Tsuberbiller ou Zuberbiller (russe : Ольга Николаевна Цубербиллер), née le 20 septembre 1885 (O.S./7 septembre 1885) et morte le 28 septembre 1975, est une mathématicienne russe connue pour son manuel Problèmes et exercices en géométrie analytique. Le livre a été utilisé comme texte de référence depuis sa parution en 1927. Sophia Parnok, célèbre poétesse russe, lui a dédié ses vers du cycle Вполголоса (À mi voix). Olga Tsuberbiller s'est occupée de Sophia Parnok pendant sa dernière maladie, devenant plus tard son exécuteur testamentaire pour son œuvre littéraire. Plus tard, elle est devenue la partenaire de la célèbre chanteuse d'opéra, Concordia Antarova (en). Olga Tsuberbiller a été désignée scientifique d'honneur de la République socialiste fédérative soviétique de Russie en 1955.

## Biographie
Olga Nikolaïevna Goubonina (russe : Ольга Николаевна Губонина) est née le 7 septembre 1885 à Moscou de Nikolaï Petrovitch Goubonine (1861-1918) et de son épouse Nadejda Konstantinovna Artioukhova,,. Son père était employé par le Chemin de fer de l’Est chinois. Elle était la petite-fille de l'industriel millionnaire Pjotr Ionowitsch Gubonin (de) et a passé une partie de sa jeunesse dans le domaine familial de Hourzouf,, fondé par son grand-père, qui abritait 93 hôtels et chalets d'été conçus par l'architecte Platon Terebenev (russe : Платон Константинович Теребенев) et est rapidement devenu un lieu de prédilection des écrivains. Son frère aîné, Piotr Nikolaïevitch, a servi dans la marine russe. Il a été blessé à la bataille de Chemulpo pendant la Guerre russo-japonaise et a continué à servir dans la Première Guerre mondiale. On sait peu de choses de l'enfance d'Olga Goubonina. Elle est diplômée du Cours Bestoujev (1908).

## Carrière
Olga Goubonina a commencé à enseigner la géométrie analytique au Cours Bestoujev sous la direction de Boleslav Mlodzievski (ru),. Elle s'est mariée en 1907 à Vladimir Zuberbiller, adjoint du président du tribunal de région de Moscou, né en 1866 qui meurt en 1910, et garde son nom de veuve  de Zuberbiller (translitération russifiée: Tsuberbiller). Olga Tsuberbiller se voue à l'éducation de ses élèves, créant une bibliothèque de mathématiques et une salle de lecture pour faciliter les études. Elle conseille et instruit des étudiants et travaille à vulgariser l'étude des mathématiques, alors qu'elle travaille dans les cours pour femmes. Dans les années 1920, elle commence à enseigner à la 2e université d'État de Moscou (Второй Московский государственный университет (ru)). Au début de 1923, Olga Tsuberbiller se lie d'amitié avec la poétesse Sophia Parnok. La nature exacte de leur relation est inconnue car, alors qu'elle occupait une place importante dans sa vie, Parnok n'a pas décrit Olga Tsuberbiller dans le même contexte intime que ses amantes. Olga Tsuberbiller était plutôt une protectrice, comme cela s'exprime dans le cycle de poèmes Вполголоса (À mi voix), qui décrit Tsuberbiller comme un type d'ange gardien. En 1925, elle est devenue l'amie la plus proche de Sophia Parnok et lorsque l'amante de Parnok, Lioudmila Erarskaïa, a été hospitalisée pour une dépression nerveuse, Olga Tsuberbiller était celle vers qui Sophia Parnok s'est tournée pour retrouver son équilibre. L'année suivante, elle emménage avec Olga Tsuberbiller voie Neopalimovski (ru) sur le boulevard Smolensky (ru), arrondissement de Khamovniki, au centre de Moscou. Olga Tsuberbiller, déjà surchargée de travail, s'occupe à la fois de sa mère et de son frère, qui est à l'époque sans emploi.
En 1927, Olga Tsuberbiller publie la première édition de Задачи и упражнения по аналитической геометрии (Problèmes et exercices de géométrie analytique), qui est devenu un texte de référence dans les lycées soviétiques. Le livre a été réimprimé en russe plus de trente-cinq fois et a été traduit en chinois, tchèque, allemand et polonais. C'est encore un texte de référence dans les lycées et les institutions techniques russes,,. Cette même année, lorsque le fils de Nina Vedeneyeva est banni de son école, Olga Tsuberbiller lui fournit des manuels scolaires afin qu'il puisse continuer ses études mathématiques, ce qui pourrait avoir été le cas lorsque Vedeneyeva et Parnok se sont rencontrées. En 1928, Sophia Parnok commence à avoir de graves problèmes de santé et Olga Tsuberbiller, qui était également malade, l'emmène à Novhorod-Siverskyï en RSS d'Ukraine pour l'été. Le printemps suivant, son frère meurt et ses filles jumelles deviennent à sa charge . En 1930, elle devient professeur à l'institut de technologies chimiques fines de Moscou et à la fin de la même année, elle déménage avec Sophia Parnok dans un nouvel appartement plus grand sur le boulevard Nikitsky où le couple peut recevoir les collègues de Tsubersbiller.
Olga Tsuberbiller, tout en étant très proche de Sophia Parnok, la laisse libre, donc en 1931, lorsque cette dernière tombe dans une passion non réciproque pour Maria Maksakova, puis l'année suivante devient intime de Nina Vedeneyeva, elle garda le silence. Pendant la dernière maladie de Sophia Parnok, celle-ci continue à vivre avec Olga Tsuberbiller, qui est avec elle et Vedeneyeva lorsque la poétesse meurt en août 1933. Olga Tsuberbiller prend alors la responsabilité de son œuvre littéraire,. Peu de temps après la mort de son amie, Olga Tsuberbiller commence une relation avec Concordia Antarova (en), célèbre chanteuse d'opéra qui s'intéresse plus tard à la théosophie et publie des ouvrages. En 1936, elle est promue chef de département de mathématiques supérieures et occupe ce poste jusqu'en 1965. Entre 1943 et 1966, elle est également chef du département de géométrie de l'Université d'État de Moscou.
Olga Tsuberbiller est devenue l'un des scientifiques honorés de la République socialiste fédérative soviétique de Russie en 1955. Comme elle l'avait fait avec Sophia Parnok, elle prend soin de Concordia Antarova à travers diverses maladies jusqu'à sa mort en 1959. Elle prend sa retraite de l'université en 1969.

## Mort et héritage
Olga Tsuberbiller est morte le 28 septembre 1975 à Moscou et a été enterrée au Cimetière de Novodievitchi auprès de son frère, de sa mère et d'Antarova. En 2014, le portrait d'Olga Tsuberbiller a été peint par l'artiste de Boston, Ria Brodell (en) pour la série Butch Heroes (en), qui célèbre « people who were assigned female at birth, but who presented as masculine, and had documented relationships with women. ». La collection a été exposée à la galerie Kayafas à Boston en 2017.

## Travaux
- (ru) Задачи и упражнения по аналитической геометрии, 34e édition, Moscou, Лань, 2009  (ISBN 978-5-8114-0475-9)